# Kvarntjärnen (Näs socken, Jämtland)
Kvarntjärnen är en sjö i Östersunds kommun i Jämtland och ingår i Ljungans huvudavrinningsområde. Sjön har en area på 0,119 kvadratkilometer och ligger 352,2 meter över havet. Sjön avvattnas av vattendraget Bodsjöbyån.

## Delavrinningsområde
Kvarntjärnen ingår i det delavrinningsområde (697419-144785) som SMHI kallar för Inloppet i Pån. Medelhöjden är 373 meter över havet och ytan är 47,31 kvadratkilometer. Det finns inga avrinningsområden uppströms utan avrinningsområdet är högsta punkten. Bodsjöbyån som avvattnar avrinningsområdet har biflödesordning 3, vilket innebär att vattnet flödar genom totalt 3 vattendrag innan det når havet efter 243 kilometer. Avrinningsområdet består mestadels av skog (79 procent) och sankmarker (12 procent). Avrinningsområdet har 1,47 kvadratkilometer vattenytor vilket ger det en sjöprocent på 3,1 procent.